# Ordine di Jan Zizka
L'Ordine di Jan Zizka è stato una decorazione della Cecoslovacchia.

## Storia
L'Ordine è stato fondato il 14 giugno 1946 per premiare i comandanti cecoslovacchi dell'esercito dell'Unione, che come capo della sua unità militare, combattendo nella seconda guerra mondiale, abbiano dato il loro contributo alla liberazione della Cecoslovacchia dai nazisti e al tempo stesso dato prova di coraggio personale, o per esempio, ai dipendenti interessati, che abbiano compiuto con successo una missione. L'Ordine è dedicato al generale Jan Žižka.

## Classi
L'Ordine disponeva delle seguenti classi di benemerenza:
- Stella d'Oro
- Stella d'Argento
- Medaglia d'Argento

| Nastri             |                  |              |
| Medaglia d'Argento | Stella d'Argento | Stella d'Oro |

## Insegne
- Il nastro era nero con una striscia centrale rossa.